# Diego Simonet
Diego Simonet (Vicente López, 26 dicembre 1989) è un pallamanista argentino, centrale del Montpellier.

## Biografia
I suoi due fratelli, Sebastian (1986) e Pablo (1992), sono anch'essi giocatori di pallamano.

## Palmarès

### Club

#### Competizioni nazionali
- Coppa di Lega: 2

Montpellier: 2013-2014, 2015-2016
- Coppa di Francia: 2

Montpellier: 2015-2016, 2024-2025
- Trophée des champions: 1

Montpellier: 2018

#### Competizioni internazionali
- Coppa dei Campioni/EHF Champions League: 1

Montpellier: 2017-2018

### Nazionale
- Campionato panamericano

 Argentina 2012, Uruguay 2014, Groenlandia 2018
 Argentina 2016
- Campionato del Centro e Sud America

 Brasile 2020
 Brasile 2022, Argentina 2024

### Individuale
- MVP delle Final4 di Champions League 2017-2018